# Löwenherz (Lied)
Löwenherz ist ein Lied der deutschen Pop- und Schlagersängerin Vanessa Mai aus dem Jahr 2024. Das Stück ist die vierte Singleauskopplung aus ihrem zehnten Studioalbum Matrix.

## Entstehung und Artwork
Das Lied wurde gemeinsam von Vivien Behr, Matthias Distel (Ikke Hüftgold), Dominik de Leon und Jan Niklas Simonsen geschrieben. Distel und de Leon zeichneten darüber hinaus, zusammen mit Florian Apfl, für die Abmischung, Aufnahme sowie Produktion verantwortlich. Zudem erfolgte das Mastering unter der eigenständigen Verantwortung de Leons. Während Vanessa Mai hierbei, nach der Singleauskopplung Oben (November 2023), zum zweiten Mal mit dem belgischen Autoren Simonsen zusammenarbeitete, ist es ihre erste Zusammenarbeit mit der deutschen Musikerin Vivien Behr. Apfl, de Leon und Distel waren in den vergangenen Monaten – in unterschiedlichen Funktionen – an diversen Single-Produktionen von Mai beteiligt, so unter anderem bei Limited Edition (Februar 2024), Nicht von dieser Erde (Januar 2024), Oben, Geiles Life (Oktober 2023) oder auch Igel (September 2023).
Auf dem Frontcover der Single ist – neben Liedtitel und Interpretenangabe – Mai zu sehen, die mit einer Akustikgitarre auf einer Couch Platz genommen hat. Sie trägt einen gelben Wollpullover, hält die Gitarre in ihrem rechten Arm, während sie ihren Kopf mit ihrem linken Arm an der Rückenlehne abstützt und den Blick zur Kamera gerichtet hat. Die Fotografie tätigte der Berliner Fotograf Paul Hüttemann.

## Veröffentlichung und Promotion
Die Erstveröffentlichung von Löwenherz erfolgte als Single am 8. März 2024. Diese erschien als digitaler Einzeltrack zum Download und Streaming bei Ariola (Katalognummer: 19687188618). Der Vertrieb erfolgte durch Sony Music Entertainment. Am 3. Mai 2024 erschien das Lied als Teil von Mais zehntem Studioalbum Matrix, dessen vierte Singleauskopplung es ist.
Erstmals angekündigt wurde die Singleveröffentlichung am 3. März 2024. Für großes mediales Interesse sorgte am gleichen Tag ein Video auf ihren sozialen Kanälen, in dem Vanessa Mai weinend Gitarre spielt, während der Refrain des Liedes im Hintergrund zu hören ist.

## Inhalt
| „Mit jedem Schritt wirst du heller schein’n, wird alles gut. Hör auf dein Löwenherz, hör auf dein Löwenherz (Löwenherz). Mit jedem Schritt wirst du stärker sein, du hast den Mut. Da schlägt ein Löwenherz, da schlägt ein Löwenherz.“ – Refrain, Originalauszug | Der Liedtext zu Löwenherz ist in deutscher Sprache verfasst. Die Musik und der Text wurden gemeinsam von Vivien Behr, Matthias Distel, Dominik de Leon und Jan Niklas Simonsen komponiert beziehungsweise getextet. Musikalisch bewegt sich das Lied im Bereich der Popmusik, stilistisch im Bereich des Schlagers. Das Tempo beträgt 108 Schläge pro Minute. Die Tonart ist Cis-Dur. Inhaltlich appelliert Löwenherz daran, dass man nicht nur auf die innere Stimme hören, sondern dieser auch vertrauen solle; seinen Weg weiterzugehen und durchzuziehen – vor allem dann, wenn man fast am Ziel sei. Denn wenn der Himmel aufreiße und wieder Hoffnung da sei, werde man mit jedem neuen Schritt stärker und mutiger. Man müsse nur auf sein „Löwenherz“ hören. |

Aufgebaut ist das Lied auf zwei Strophen, einem Refrain und einer Bridge. Es beginnt mit der ersten Strophe, die als Vierzeiler verfasst wurde. An diese schließt sich zunächst der Prechorus an, ehe der eigentliche Refrain einsetzt. Dieser klingt wiederum mit dem Postchorus aus. Alle drei einzelnen Bestandteile des Refrains setzten sich je aus vier Zeilen zusammen. Der gleiche Aufbau wiederholt sich mit der zweiten Strophe, allerdings klingt der zweite Refrain nicht aus, sondern er folgt als musikalisches Zwischenspiel die Bridge, die auch als Vierzeiler geschrieben wurde. Auf die Bridge erfolgte zum dritten und letzten Mal der Refrainhauptteil, allerdings in einer erweiterten Fassung, in dem sich die ersten beiden Zeilen einmal wiederholen. Danach endet das Lied mit dem Postchorus.

## Mitwirkende
| Liedproduktion - Florian Apfl: Abmischung, Aufnahme, Musikproduktion - Vivien Behr: Komposition, Liedtext - Matthias Distel (Ikke Hüftgold): Abmischung, Aufnahme, Komposition, Liedtext, Musikproduktion - Dominik de Leon: Abmischung, Aufnahme, Mastering, Komposition, Liedtext, Musikproduktion - Vanessa Mai: Gesang - Jan Niklas Simonsen: Komposition, Liedtext | Visualisierung - Paul Hüttemann: Fotografie Unternehmen - Ariola: Musiklabel - Sony Music Entertainment: Vertrieb |

## Rezeption

### Rezensionen
Das deutschsprachige Webradio Ballermann Radio beschrieb Löwenherz als „starken Appell“ mit wichtiger Botschaft für mehr Mut, Selbstliebe und Zuversicht.
Das deutschsprachige Online-Magazin It’sinTV ist der Meinung, dass die Intensität, die Vanessa Mai in ihrem Instagramvideo gezeigt habe, deutlich machen würde, dass dieser Titel von Herzen komme. Löwenherz sei mehr als nur ein weiterer Schlagerhit. Es sei ein Stück ihres Herzens, was sie mit den Worten „Sorry, hab kein anderes Video für ne Hörprobe aber ist ehrlich“ unterstreiche. Die Authentizität, mit der sie ihre Gefühle zeige, habe eine Welle der Unterstützung und Liebe ihrer Community ausgelöst. Kommentare wie „Pure Liebe für diesen Song“ und „Du bist stark und Tränen zeigen nur, wie wichtig dir das alles ist“ würden zeigen, wie sehr ihre Fans hinter ihr stehen.
Dominik Lippe von laut.de vergab zwei von fünf Sternen für das Album Matrix und ist der Meinung, dass Löwenherz der von Summerfield Records produzierte Titel sein dürfe, der am ehesten in die Schublade für handgemachte Musik passe und Limited Edition dazu das plakative Gegenstück mit Club-Szenario bilde.

### Charts und Chartplatzierungen
Löwenherz verpasste den Einstieg in die Singlecharts, konnte sich jedoch auf Rang 19 der deutschen Konservativ Pop Airplaycharts platzieren.

## Trivia
Während des Konzertes Zuhause 2024 – Das Heimspiel live in Stuttgart in der Porsche-Arena am 4. Mai 2024, präsentierte Mai das Lied in akustischer Darbietung und begleitete sich dabei zum ersten Mal selbst mit der Gitarre.